# Marilena Neacșu
Marilena Neacșu (Nagyszeben, Románia, 1961. augusztus 15. –) világbajnoki ezüstérmes román szertornász, edző.
1978-ban felkerült a Nemzetközi Torna Szövetség Világszínvonalú tornászok listájára.

## Életpályája
Édesanyja Viorica Toader (1934), édesapja Gheorghe Neacșu, testvére Adrian (1957).
Tíz éves korában Szebenben kezdett tornázni, ahol edzői Cristl Voiciulescu és Nicolae Buzoianu voltak.
A válogatottban Károlyi Márta, Károlyi Béla és Pozsár Géza edzették.
Az első szebeni tornász, aki részt vett az olimpiai játékokon. 1974-ben, 1977-ben és 1979-ben is egyike volt szülővárosa legjobb sportolóinak.

### Juniorként
A Románia-Szovjetunió kétoldalú találkozón 1975-ben a csapattal és egyéni összetettben is második volt.

### Felnőttként

#### Országos eredmények
Országos bajnoki címet kétszer szerzett: 1977-ben gerendán, 1978-ban pedig talajon. Ez utóbbi évben egyéni összetettben hatodik helyen végzett.

#### Nemzetközi eredmények
Románia Nemzetközi Bajnokságain 1975-ben ötödik helyezett volt egyéni összetettben, 1976-ban talajon és felemás korláton bajnoki címet nyert, 1977-ben ugrásban második, egyéni összetettben negyedik volt, 1978-ban ismét bajnoki címet nyert egyéni összetettben illetve gerendán, második és harmadik helyet szerzett felemás korláton, illetve talajon, 1979-ben a tizenegyedik, 1980-ban pedig a kilencedik helyen végzett egyéni összetettben.
Az 1975-ös Románia-Magyarország-Szovjetunió találkozón hatodik volt egyéni összetettben.
Az 1976-os Amerikai Egyesült Államok-Románia találkozón a csapattal első, egyéni összetettben tizenkettedik, a Románia-Koreai Népköztársaság találkozón a csapattal első, egyéni összetettben ötödik, a Románia-Nyugat-Németországon a csapattal első, egyéni összetettben tizenegyedik volt. 1977-ben a Spanyolország-Románián a csapattal első, egyéni összetettben harmadik és az Amerikai Egyesült Államok-Románián a csapattal első, egyéni összetettben pedig ötödik volt.
1978-ban a Nyugat-Németország-Románián és az Olaszország-Románián a csapattal első, egyéni összetettben pedig második volt.
1977-ben a Balkán-bajnokságon egyéni összetettben harmadik, a Chunichi Kupán hatodik, az Orléans Internationalon pedig negyedik helyezést ért el.
1978-ban a Champions All-on második helyezett volt egyéni összetettben, 1980-ban Magyarország Nemzetközi Bajnokságán pedig nyolcadik.

##### Európa-bajnokság
Európa-bajnokságon egyszer, 1977-ben Prágában vett részt, ahol legjobb eredményei az egyéni összetettben, illetve gerendán elért tizedik helyek voltak.

##### Világbajnokság
Karrierje során világbajnokságon egyszer, 1978-ban Strasbourgban vett részt egy ezüstérmet szerezve a csapattal (Nadia Comăneci, Éberle Emília, Anca Grigoraș, Marilena Vlădărău, Teodora Ungureanu), továbbá tizennegyedik helyen végzett egyéni összetettben.

##### Olimpiai játékok
Luminița Mileával együtt tartaléktagja volt annak a román válogatottnak, amelyik az 1976. évi nyári olimpiai játékokon Montréalban a csapattal (Nadia Comăneci, Anca Grigoraș, Teodora Ungureanu, Mariana Constantin, Gabriela Truşcă, Georgeta Gabor) ezüstérmes lett.

### Visszavonulása után
Visszavonulása után 1980-as években Déván, majd az 1990-es években Kanadában telepedve le, Montréalban tevékenykedett edzőként.
Játszott az 1990-ben megjelent Campiona (Csillag születik) című filmben.

## Díjak, kitüntetések
1976-ban a Sport Érdemérem I. osztályával tüntették ki.
A Román Torna Szövetség 1977-ben beválasztotta az év tíz legjobb női sportolója közé.
A Nemzetközi Torna Szövetség 1978-ban felvette a Világszínvonalú tornászok listájára.